# Supremacy (banda)
Supremacy es una banda colombiana de hard rock, AOR y rock melódico fundada en Bogotá en el 2009.
La agrupación está conformada por Gus Monsanto (Voz), Paul Saint-Lyonne (Bajo), Danny Acosta (Guitarra) y Diego Acevedo (Batería). La banda ha sido fuertemente influenciada por el sonido del AOR (Adult Oriented Rock), Hard Rock. Algunos toques de música latinoamericana mezclada con Rock Progresivo hacen de esta banda, según la crítica europea, tener un sonido destacable y apreciativo para el gusto del rock moderno. Han tenido un auge importante en Latinoamérica y frecuentemente en Europa han llegado ser reconocidos como la banda de rock melódico más importante de Colombia.

## Historia

### 2009 - 2012: Inicios y primer EP Whispers of Hope
En marzo de 2009, tras una larga amistad entre Danny y Paul y en ese momento su vocalista Harold Waller y su baterista GG Andreas, entre otros distintos integrantes que fueron cambiando a lo largo de los inicios de la banda, se iniciaria su carrera con animos de ser pioneros en el género musical AOR en su país natal, Colombia. Su debut oficial en los escenarios habría sido el 6 de junio del 2009 en el Teatro Metropol de Bogotá junto a la banda caleña Krönös en la apertura del concierto de la leyenda del heavy español Barón Rojo.
Poco tiempo después, iniciarían la grabación de un primer EP llamado "Whispers of Hope", cuya masterización le fue encargada al reconocido ingeniero neoyorquino Joe Lambert, que cuenta entre sus créditos los trabajos de Steve Vai, Judas Priest, Joe Satriani, DIO, Black Label Society entre muchos otros. Del EP se destacaron las canciones Whispers of Hope, Crazy Love, Tears of The Fallen Angel, y la balada You Set Me Free, trabajo con el que dieron el primer salto a un reconocimiento de nivel nacional. Consecuentemente son escogidos para ser el acto de apertura del concierto de Scorpions y Cinderella ante 30.000 personas el 9 de septiembre de 2010 en el Parque Metropolitano Simón Bolívar de Bogotá. La banda logró publicitarse de manera destacada teniendo en suenta su prematura conformación. Seguido de su concierto con Scorpions y una breve pero notable gira de conciertos en festivales importantes del territorio colombiano como el Air Guitar Fest (2009), UIS Rock Festival en Santander (2009), y distintos shows por Villavicencio, Ibagué, Cali, la banda se concentra para producir su primer álbum de larga duración que nunca llegaría a publicarse debido a una gran cantidad de circunstancias adversas ligadas a sellos discográficos y estudios de grabación. En junio de 2011 abren el concierto del vocalista Leo Jiménez, (ex Saratoga) con su banda LEO:037. A finales del año iniciaron la producción de un primer trabajo discográfico bajo la disquera independiente Onda Records en donde al haber finalizado la producción a inicios de 2012, los estudios de grabación serían saqueados siendo extraviados equipos de grabación, instrumentos y los másteres del disco finalizado junto a sus archivos y copias de seguridad. Una vez más la banda viviria momentos de extrema frustración relacionado con la producción y publicación de su material discográfico. 

### 2013-2016: LEADERS
Tras varios cambios en su alineación, A inicios de 2013 los tres integrantes Danny, Harold y Paul sumaria al baterista bogotano Lukas Tenjo e inician un periodo de composición de nuevas canciones, hasta inicios del 2014 donde se une permanentemente como teclista y segunda voz líder el reconocido "músico-youtuber" bogotano Paulo Cuevas, siendo parte importante en la preproducción de este material discográfico. Se culmina la producción del segundo trabajo discográfico Leaders a inicios del 2015. El disco contó con la participación de artistas importantes de rock duro y rock melódico europeo, como Jakob Samuel (The Poodles), Nigel Bailey (Three Lions, Bailey, LifeLine), Robert Säll (Work of Art) y Alessandro Del Veccio (Hardline, Fergie Frederiksen, Voodoo Circle, Revolution Saints, Ted Poley, Lionville entre otros) en la mezcla y masterización. El primer sencillo On My Way fue lanzado el 19 de mayo de 2015, debutando con gran aceptación en las emisoras radiales importantes del género en países como Inglaterra, Alemania, España, Estados Unidos, y Japón. La balada “Meaning of Love” con la voz líder de su teclista Paulo Cuevas y el sencillo “Yesterday a Freedom” (con la voz invitada de Alessandro Del Vecchio y en la guitarra, Robert Säll de Work Of Art) aparecieron durante el mes siguiente. Durante la promoción del trabajo, en junio de 2015 fueronel acto de apertura del concierto de Extreme en el Teatro Metropol de Bogotá. Posterior a su show junto a Extreme, el 19 de agosto de 2015 lanzan el videoclip oficial de No One Like You que cuenta con la participación de Jakob Samuel obteniendo un gran recibimiento entre sus seguidores a nivel mundial.
A causa de la gran atención en el Viejo Continente por sus primeros sencillos lanzados, Supremacy recibió varias ofertas de distribución de diferentes casas discográficas independientes, pero el álbum Leaders sería finalmente firmado por el sello discográfico alemán Borila ReKords debido al acercamiento personal de Paul Saint-Lyonne y Hans Ziller, líder y guitarrista de la histórica banda alemana Bonfire, quienes eran la banda principal de aquel sello para ese entonces. Este álbum fue lanzado y distribuido en todo Europa el 28 de agosto de 2015.
Para finales del año 2015 serían invitados por la revista Rolling Stone Colombia para su concierto promocional en la Feria Del Hogar de Corferias en Bogotá, junto a otros artistas importantes de la escena musical colombiana como The Hall Effect, Monsieur Periné, Manuel Medrano y Bomba Estéreo.
El 2016 sería un año dedicado a la presentación del Leaders. Lanzando un nuevo videoclip oficial para el sencillo Turning To Dust , dan inicio a una cantidad grande de shows girando por diferentes ciudades de su país natal como Bogotá, Villavicencio, Pasto (Colombia), Cali, Chía (Cundinamarca) y en diferentes festivales de rock, entre ellos estuvieron invitados a presentarse el 2 de julio al festival gratuito de rock más grande de Latinoamérica Rock al Parque, con una audiencia de 120.000 personas tan solo el primer día del festival. A mediados de este año, la banda sorprende anunciando el retiro de Paulo Cuevas de la agrupación por causas externas y personales; la banda decidió continuar sin ningún teclista en su reemplazo, honrando el papel de Cuevas en el disco. Su gira de conciertos no terminaría ahí, rápidamente el 23 de julio son invitados al festival de rock más grande de México, el Hell and Heaven Fest, siendo Supremacy parte del catálogo principal, compartiendo escenario con Rammstein, Five Finger Death Punch, Ghost (banda), Twisted Sister, Epica (banda), entre otras grandes agrupaciones  . Consecuentemente con la buena respuesta del público mexicano, Supremacy realizó una gira por este país junto a los costarricenses Akasha en varias ciudades como Ciudad de México, Municipio de Toluca, Querétaro, Puebla y San Luis Potosí (San Luis Potosí). Cerrarían el año con otra gira de conciertos por Colombia, entre ellos siendo el acto de apertura para los conciertos de Tim Owens (exvocalista de Judas Priest, Iced Earth, Yngwie Malmsteen, etc) y Sebastian Bach (ex vocalista de Skid Row) en el Revolution concert venue de Bogotá.
Finalizando el año 2016 y cerrando la campaña del álbum, la banda comunica la salida de su cantante Harold Waller. Las causas de su salida son relacionadas por distintas inconformidades personales entre la banda y dificultades relacionadas con su voz a través de los años. Poco tiempo después, GG Andreas, baterista al que habrían revinculado para la promoción del Leaders sería también destituido.

### 2017 - 2018: Gus Monsanto se une a Supremacy
Para mediados del 2017 y en la búsqueda de un nuevo cantante; Paul Logue, bajista de la banda escocesa, Eden's Curse, le sugeriría a Paul St. Lyonne, al bien conocido cantante brasilero Gus Monsanto (ex-Adagio, ex-Revolution Renaissence) como su nuevo vocalista. Gus, motivado por la propuesta, se vinculó como la nueva voz de Supremacy. Este nuevo triángulo musical conformado por Gus, Danny y Paul entraría a escribir el nuevo material para su próximo álbum a inicios del 2018. Posteriormente se vincularía a la banda Diego Acevedo en la batería completando así la nueva alineación del nuevo material de la banda.[1]
El 11 de septiembre del 2018, Supremacy lanzaría al mundo su nuevo sencillo "Sirius", un track mezclado y masterizado por el reconocido productor Jacob Hansen (Volbeat, Amaranthe, Pretty Maids, entre otros) donde se remarca el debut de Gus Monsanto quien sería aceptado con gran admiración por los fanáticos de la banda y la prensa alrededor del mundo.[2] [3] [4] [5]
La publicación de su sencillo "Sirius" haría que la banda recibiera varias propuestas europeas para editar su próximo álbum. Tras varias negociaciones entre Paul y Carsten Nielsen, presidente en ese entonces un nuevo sello danés "Lions Pride Music", acordarían un gran contrato discográfico que beneficiaria a Supremacy y a la producción de su nuevo álbum en el mercado de Europa y al sello que iniciaba sus primeros lanzamientos con Supremacy entre sus artistas destacados.

### 2021 - 2024: INFLUENCE
Tras una pausa en la banda relacionada con la reubicación de Paul y Danny en el territorio europeo, la producción del nuevo álbum empieza solidificarse en el verano del 2020. Desafortunadamente una nueva pausa relacionada con la pandemia mundial del COVID-19 dificultaría el lanzamiento del álbum y retrasó su lanzamiento 2 años. El 30 de junio de 2023, el mundo escuchó el lanzamiento de "Influence", un trabajo discográfico mezclado y masterizado por el ya conocido productor danés Jacob Hansen. "Influence" editado por el sello "Lions Pride Music", contaría con 9 tracks entre ellos se destaca la participación del ex guitarrista de KISS, Bruce Kulick, en la canción "Mr. Big Shot" . Los sencillos con "Passing Through", "My Time", "Dancing With The Devil" y la mencionada "Mr. Big Shot" serían lanzados durante toda la campaña de promoción hasta el verano del 2024.
Influence sería altamente valorado con críticas destacadas que resaltan la diversidad de géneros musicales dentro del rock y versatilidad compositiva e interpretativa. Revistas europeas importantes como Fireworks Magazine (Reino Unido), Powerplay (Reino Unido), La Heavy (España), Metal Hammer (España), Rock it! (Alemania), Burrn! (Japón), y distintas emisoras y webzines de rock como Mariskal Rock (España), Amplifica (Brazil), Rock Report (Bélgica), Radionica (Colombia), IgorMiranda (Brazil) calificarían como -altamente valorado- a esta la que sería la segunda producción de Supremacy.
Debido a las buenas crítica del Influence, la banda es invitada a ser parte de algunos conciertos en Alemania junto a Michael Bormann y festivales como el "Zurbarán Rock Fest" en Burgos, España junto a Crashdiet, Sonata Artica, Ronnie Atkins, entre otros y al reconocido festival "FireFest" en Manchester, Inglaterra, al que se unirían a un cartel estelar junto a Hurricane, Robin Mcauley, Dino Jelusick, Steve Overland, entre muchos otros. 
Actualmente, Supremacy se encuentra en la producción de su tercer trabajo discográfico que será editado por un nuevo sello europeo.

## Integrantes

### Actuales
- Gus Monsanto. Voz (2017-presente)
- Paul Saint-Lyonne. Bajo (2009-presente)
- Danny Acosta. Guitarras (2009-presente)
- Diego Acevedo. Batería (2017-presente)

### Anteriores
- Harold Waller. Voz (2009-2016)
- Paulo Cuevas. Teclados & Voz (2013-2016)
- GG Andreas. Batería (2009-2012, 2014-2016)
- Lukas Tenjo. Batería (2012-2014)

## Discografía

### Álbumes
| Año  | Título                |
| ---- | --------------------- |
| 2010 | Whispers of Hope (EP) |
| 2015 | Leaders               |
| 2023 | Influence             |